# Clavières (Italie)
Pour les articles homonymes, voir Clavières (homonymie).
Clavières ou Clavière (Claviere en italien, Claviè en piémontais, Las Clavieras en occitan) est une commune de la ville métropolitaine de Turin dans le Piémont en Italie.

## Géographie
Située au pied du mont Chaberton, la commune se trouve à la frontière franco-italienne, près du  col de Montgenèvre. Partie intégrante du val de Suse, Claviere est l'une des stations du domaine skiable international de la Voie lactée (Via lattea) qui va de Montgenèvre à Sestrières et Oulx.

## Toponymie
Au nom occitan d’origine s’est superposée avec le temps la variante française, Clavières, qui était encore jusqu’à la fin du XXe siècle la graphie correcte du toponyme. Celui-ci a subi des changements au cours des dernières décennies avec la prééminence grandissante de la graphie italienne : chute du « s » et de l’accent grave du « e ». 
L’étymologie est incertaine : le nom pourrait venir du latin clavis (clé), d'où l'ancien français clavière (fermeture), et serait lié à la position stratégique du village sur la voie de communication du col de Montgenèvre, principale voie de passage alpine dans l’Antiquité, et où passa notamment Jules César en 58 av. J.-C.

## Histoire
En 1713, le traité d’Utrecht fixe la séparation entre les États du roi de France et ceux du duc de Savoie, « à la ligne de partage des eaux ». Clavières est détachée de la communauté de Val-des-Prés, à laquelle elle appartenait jusque-là, et suit le destin des communautés des escartons d'Oulx, de Val Cluson et de Château-Dauphin qui deviennent piémontaises.
Cependant, jusqu’à la fin du XVIIIe siècle, la route du col demeure un chemin de muletiers. Napoléon fait construire une route plus large, améliorant les communications avec les communes françaises de Montgenèvre et de Briançon, facilitant ainsi le développement commercial du village.
Au cours de la Seconde Guerre mondiale, Clavières est détruite lors de la bataille des Alpes en juin 1940. En 1947, avec le traité de Paris, la frontière, qui passe alors au col de Montgenèvre, est déplacée plus à l'est pour passer parmi les maisons du village. Ce n’est qu’en 1974 que cette situation prend fin et que le village est inclus en totalité au territoire italien. En 1993, avec la création de l'espace Schengen, les contrôles frontaliers disparaissent, même si les postes de douanes subsistent encore aux portes du village.

## Sports
Avec le développement des sports d'hiver, Clavières est devenue une station de ski faisant partie du domaine de la Voie Lactée qui s'étend de Montgenèvre à Sestrières. Grâce à sa tradition sportive, Clavières peut être le lieu de manifestations nationales et internationales malgré la surface réduite de la commune. La ville accueillit ainsi les Universiades de 1966 et fut centre d’entraînement pour le ski alpin et le ski de fond lors des Jeux olympiques de Turin en 2006.
Sur le territoire de Clavières, au-dessus des gorges de San Gervasio, un pont tibétain à câbles en acier est installé depuis 2001, que l'office du tourisme proclama alors « le plus long du monde ».

## Économie
L'économie est orientée uniquement sur le tourisme par la présence de stations de ski et de golfs.

## Transports
Oulx est située sur la ligne du Fréjus qui relie Turin à la frontière française. Elle est desservie entre autres par les TGV qui vont de Paris à Milan.

## Administration
| Période                                  | Période  | Identité       | Étiquette | Qualité |
| ---------------------------------------- | -------- | -------------- | --------- | ------- |
| 30 mai 2006                              | mai 2011 | Franco Capra   |           |         |
| 16 mai 2011                              | En cours | Maurizio Ponzo |           |         |
| Les données manquantes sont à compléter. |          |                |           |         |

### Communes limitrophes
Césane, Montgenèvre (France)